# Антоновское (Костромская область)
Антоновское — деревня в Красносельском районе Костромской области. Входит в состав Прискоковского сельского поселения.

## География
Находится в юго-западной части Костромской области на расстоянии приблизительно 18 км на восток-юго-восток по прямой от районного центра поселка Красное-на-Волге.

## История
Известна с 1897 года, в 1907 году отмечено было 154 двора.

## Население
Постоянное население составляло 160 человек (1897), 154 (1907), 12 в 2002 году (русские 100 %), 9 в 2022.